# Ischnochiton verconis
Ischnochiton verconis är en blötdjursart som beskrevs av Torr 1911. Ischnochiton verconis ingår i släktet Ischnochiton och familjen Ischnochitonidae.
Artens utbredningsområde är Western Australia. Inga underarter finns listade i Catalogue of Life.